# ديوان لغات الترك
درس محمود الكاشغري اللغات الأتراكية المعروفة في عصره ووضع أول قاموس شامل في اللغات التركية بعنوان «ديوان لغات الترك» في الفترة من 1072 - 1074 كان الهدف من وضع هذا القاموس استخدامه من قبل القائمين على الخلافة الإسلامية في بغداد، والذين كانوا خاضعين لمراقبة السلجوقيين. قام بتحرير القاموس لاحقاً المؤرخ التركي على الأميري، يحتوي القاموس على عينات من الشعر التركي القديم، كنماذج من الرباعيات حيث مثّلت هذه الأشعار جميع أنواع الشعر الرئيسية من ملاحم وأدب رعوي وتعليمي وشعر غنائي ورثائي. كما شمل الكتاب على أول خريطة معروفة للمناطق التي كان يقطنها الترك، والخريطة الآن موجودة في المكتبة الوطنية في اسطنبول.
ترجمة كارل بروكلمان إلى الألمانية.

## طالع أيضًا
- مقدمة الأدب

## قراءة إضافية
- ديوان لغات الترك، باللغة العربية.[وصلة مكسورة]
- ar.wikisource.org ديوان لغات الترك

## وصلات خارجية
- كتاب ديوان لغات الترك
- كتاب ديوان لغات الترك[وصلة مكسورة]